# Woodside (Califórnia)
Woodside é uma vila localizada no estado americano da Califórnia, no condado de San Mateo. Foi incorporada em 1956. Possui mais de 5 mil habitantes, de acordo com o censo nacional de 2020.

## Geografia
De acordo com o Departamento do Censo dos Estados Unidos, a cidade tem uma área de 30 km², dos quais todos os 30 km² estão cobertos por terra.

### Localidades na vizinhança
O diagrama seguinte representa as localidades num raio de 8 km ao redor de Woodside.

## Demografia
Desde 1960, o crescimento populacional médio, a cada dez anos, é de 7,4%.

### Censo 2020
Segundo o censo nacional de 2020, a sua população é de 5 309 habitantes e sua densidade populacional de 178,8 hab/km². Seu crescimento populacional na última década foi de 0,4%, bem abaixo do crescimento estadual de 6,1%. É a 17ª localidade mais populosa e a 20ª mais densamente povoada do condado.
Possui 2 167 residências que resulta em uma densidade de 73,0 residências/km² e um aumento de 0,5% em relação ao censo anterior. Deste total, 11,3% das unidades habitacionais estão desocupadas. A média de ocupação é de 2,8 pessoas por residência.
A renda familiar média é superior a 250 dólares e a taxa de emprego é de 56,6%.

## Marcos históricos
O Registro Nacional de Lugares Históricos lista cinco marcos históricos em Woodside. O primeiro marco foi designado em 28 de agosto de 1975 e o mais recente em 16 de abril de 2004, o Folger Estate Stable Historic District.